# Querelle médicale de 1756 en France sur la saignée
 (octobre 2023).
La mise en forme du texte ne suit pas les recommandations de Wikipédia : il faut le « wikifier ».
Les points d'amélioration suivants sont les cas les plus fréquents. Le détail des points à revoir est peut-être précisé sur la page de discussion.
- Les titres sont pré-formatés par le logiciel. Ils ne sont ni en capitales, ni en gras.
- Le texte ne doit pas être écrit en capitales (les noms de famille non plus), ni en gras, ni en italique, ni en « petit »…
- Le gras n'est utilisé que pour surligner le titre de l'article dans l'introduction, une seule fois.
- L'italique est rarement utilisé : mots en langue étrangère, titres d'œuvres, noms de bateaux, etc.
- Les citations ne sont pas en italique mais en corps de texte normal. Elles sont entourées par des guillemets français : « et ».
- Les listes à puces sont à éviter, des paragraphes rédigés étant largement préférés. Les tableaux sont à réserver à la présentation de données structurées (résultats, etc.).
- Les appels de note de bas de page (petits chiffres en exposant, introduits par l'outil «  Source ») sont à placer entre la fin de phrase et le point final[comme ça].
- Les liens internes (vers d'autres articles de Wikipédia) sont à choisir avec parcimonie. Créez des liens vers des articles approfondissant le sujet. Les termes génériques sans rapport avec le sujet sont à éviter, ainsi que les répétitions de liens vers un même terme.
- Les liens externes sont à placer uniquement dans une section « Liens externes », à la fin de l'article. Ces liens sont à choisir avec parcimonie suivant les règles définies. Si un lien sert de source à l'article, son insertion dans le texte est à faire par les notes de bas de page.
- La présentation des références doit suivre les conventions bibliographiques. Il est recommandé d'utiliser les modèles {{Ouvrage}}, {{Chapitre}}, {{Article}}, {{Lien web}} et/ou {{Bibliographie}}. Le mode d'édition visuel peut mettre en forme automatiquement les références.
- Insérer une infobox (cadre d'informations à droite) n'est pas obligatoire pour parachever la mise en page.

Pour une aide détaillée, merci de consulter Aide:Wikification.
Si vous pensez que ces points ont été résolus, vous pouvez retirer ce bandeau et améliorer la mise en forme d'un autre article.
Querelle médicale de 1756 en France sur la saignée

## Histoire
« « C'est à la faiblesse de la Faculté qu'on doit la recrudescence de tant d'erreurs ! Elle a fait condamner l'antimoine, et tolère pourtant qu'aujourd'hui des médecins ignares guérissent leurs malades avec de l'émétique. De la fermeté, M. le Doyen ! Fermez la bouche à quiconque trouve des réserves à l'emploi de la saignée. Souvenez-vous du temps où Sidobre tira huit fois du sang à un varioleux, où Chirac et Besse saignèrent soixante-quatre fois un rhumatisant qu'un purgatif guérit à la soixante-cinquième reprise. Rappelez malades et médecins à leur devoir et que nul n'ose plus guérir anti-réglementairement ! La phlébotomie se meurt ! Les lancettes se rouillent ! Aux armes ». ».
En 1756 parut dans le Journal œconomique une lettre de M. X... à M. Le Camus, docteur-régent de la Faculté de Médecine de Paris : elle osait prôner l'émétique et déprécier les mérites de la saignée répétée dans le traitement des maladies aiguës, telles que les fluxions de poitrine. 
Pour les principes, la Faculté veillait : elle était réunie le 26 juin pour délibérer sur l'admission des bacheliers qui venaient de passer l'examen de matière médicale, quand le Journal œconomique lui fut communiqué. 
Le doyen Chomel s'émeut, s'indigne, demande à l'assemblée de répudier sur le champ une doctrine aussi pernicieuse, et les docteurs fulminent une excommunication immédiate contre cette hérésie. La thèse incriminée est jugée un système funeste, contraire aux axiomes admis depuis Hippocrate, un système faux, erroné, né de l'ignorance et de l'inexpérience ; la saignée longue et copieuse est chaudement recommandée dans les maladies inflammatoires ; on décide de rechercher immédiatement le fauteur anonyme de l'hérésie et de publier sur l'heure, pour que nul n'en ignore, le décret de la très salutaire Faculté de médecine de Paris. 
L'auteur de la Lettre réclamait un compère qui voulût bien le dénoncer : le compère se trouva et fut Jacques Barbeu du Bourg; c'est à lui du moins que M. Pauly attribue la Lettre à M. Ch***, doyen de la Faculté de médecine de Paris au sujet d'un décret du 26 juin sur la nécessité des saignées réitérées, par M***, docteur régent de la même Faculté; lettre qui parut le 6 juillet. 
Elle commence par un éloge ironiquement pompeux de  la vigilance du doyen contre toute atteinte à la saine doctrine et accuse le docteur Marteau d'être l'auteur de ces blasphèmes ; elle félicite Chomel d'avoir osé violer, pour en obtenir condamnation, les statuts de la Faculté et la promesse faite à l'inculpé de provoquer trois délibérations sur la question en litige; elle lui demande d'exécuter avec la dernière rigueur son décret vengeur; de rayer à tout jamais des œuvres d'Hippocrate les maximes où ce médicastre grec expose les contre-indications de la saignée, d'excommunier Sydenham, Boerhaave qui ordonne de laisser quelques forces aux malades, et Gesner qui osa guérir Haller d'une péripneumonie sans le phlébotomiser.
Ce libelle de douze pages eut quelque succès ; on en fit une deuxième édition de dix-neuf pages : médecins et philiatres se l'arrachaient, et Chomel, sur les épaules duquel Barbeu venait de lancer la robe de Purgon, fut couvert de ridicule et ne fut pas réélu aux élections décanales d'octobre. 
Barbeu resta sur ses positions et proclama sa conviction à tous présents et à venir en faisant placarder une affiche ainsi conçue : M. Barbeu Dubourg, docteur en médecine de la Faculté de Paris cy-devant précepteur de Messieurs de Matignon et auteur de deux livres d'histoire nouvellement donnés au public avertit qu'il continue de traiter les fluxions de poitrine et autres maladies inflammatoires sans saignée. Il est protégé par le Frère Philippe, religieux apothicaire de la Charité, qui répond de ses succès.

## Source
- Paul Delaunay, Vieux médecins mayennais